# Leucin
Leucin (også Leu eller L) er en α-aminosyre, og den mest almindeligt forekommende aminosyre i proteiner. Den findes i en L- og en D-form, hvoraf det kun er L-formen der findes naturligt. Leucin er en essentiel aminosyre. Leucin er nødvendig for optimal vækst i barndommen. Den er desuden vigtig i opbygningen af muskulaturen.
Fuldkorn, mælk og mælkeprodukter er gode kilder til leucin. Derudover findes denne aminosyre også i store mængder i æg, svinekød, oksekød, kylling, sojabønner og grøntsager.